# Uraspermum
Uraspermum là chi thực vật có hoa trong họ Apiaceae.